# Glyptapanteles
Glyptapanteles – rodzaj błonkówek z rodziny męczelkowatych. Gatunkiem typowym jest Glyptapanteles manilae.

## Zasięg występowania
Przedstawiciele tego rodzaju występują na całym świecie. Niemal połowa gatunków (136) notowana jest z krainy neotropikalnej..

## Biologia i ekologia
Żywicielami błonkówek zaliczanych do Glyptapanteles są motyle z ponad 25 rodzin.

## Systematyka
Rodzaj ten został wydzielony z rodzaju Protapanteles przez Ashmeada w roku 1900, jednakże, z powodu nie podania nazwy nowego rodzaju, jego nazwa po raz pierwszy pojawia się opublikowanych pismach w 1904 r. Do rodzaju zaliczanych jest 307 opisanych gatunków, choć ich rzeczywistą liczbę szacuje się na kilka tysięcy.